# Legamento sospensorio del pene
Il legamento sospensorio del pene è un legamento di sospensione del pene maschile, ovvero atto a tenerlo unito alla sinfisi pubica, che trattiene il pene contro l'osso pubico e lo sostiene quando è in erezione. Chirurgicamente il taglio di questo legamento permette al pene di sporgere maggiormente fuori del corpo, aumentandone così la lunghezza.

## Immagini aggiuntive

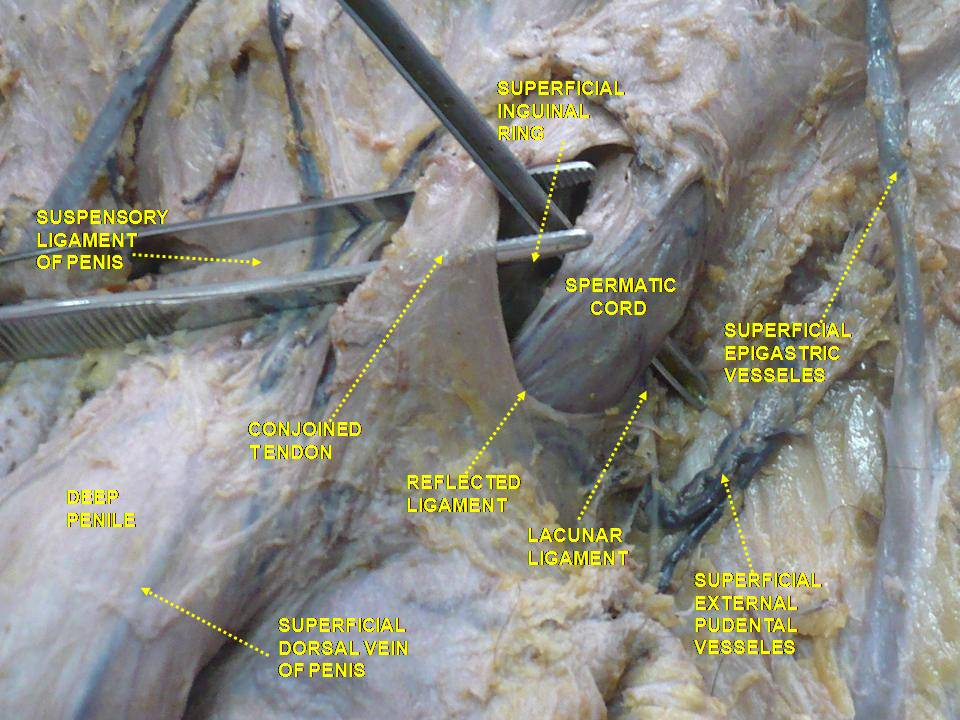
Parete addominale anteriore. Dissezione Intermedia. Vista anteriore.
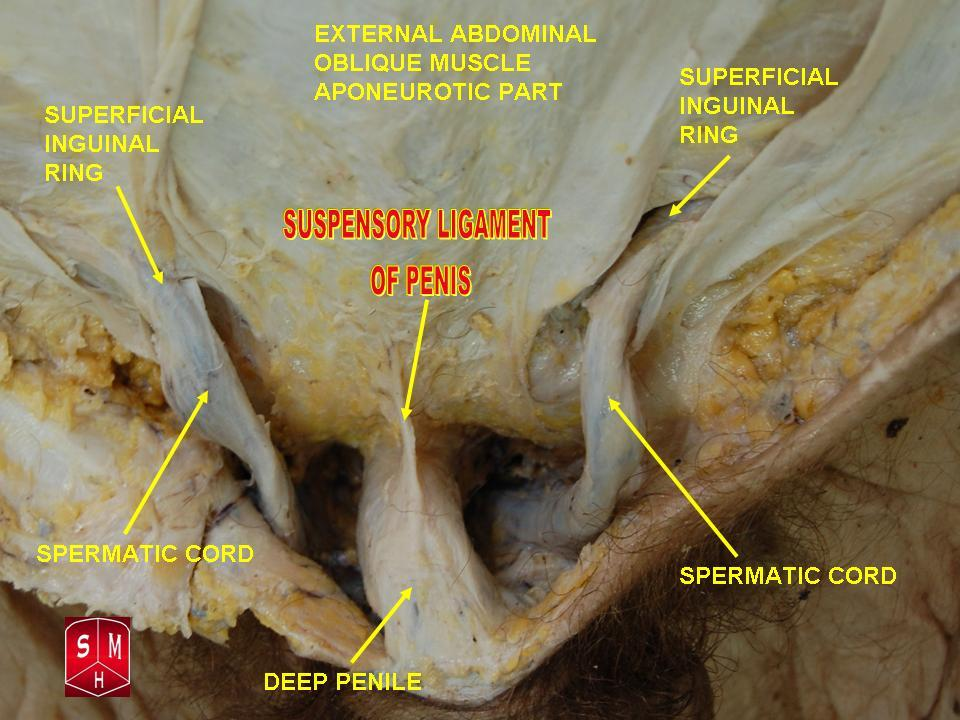
Legamento sospensorio del pene.